# Insettario
Un insettario è un luogo come uno zoo, un museo o una mostra dove vengono allevati ed esposti gli insetti. Gli insettari spesso mostrano una varietà di insetti e artropodi simili, come ragni, coleotteri, scarafaggi, formiche, api, millepiedi, centopiedi, grilli, cavallette, insetti stecco, scorpioni e mantidi. Le mostre degli insettari si concentrano sull'insegnamento dei tipi di insetti, i loro habitat, perché sono importanti, e il lavoro di entomologi, aracnologi, e altri scienziati che studiano gli artropodi terrestri e animali simili.

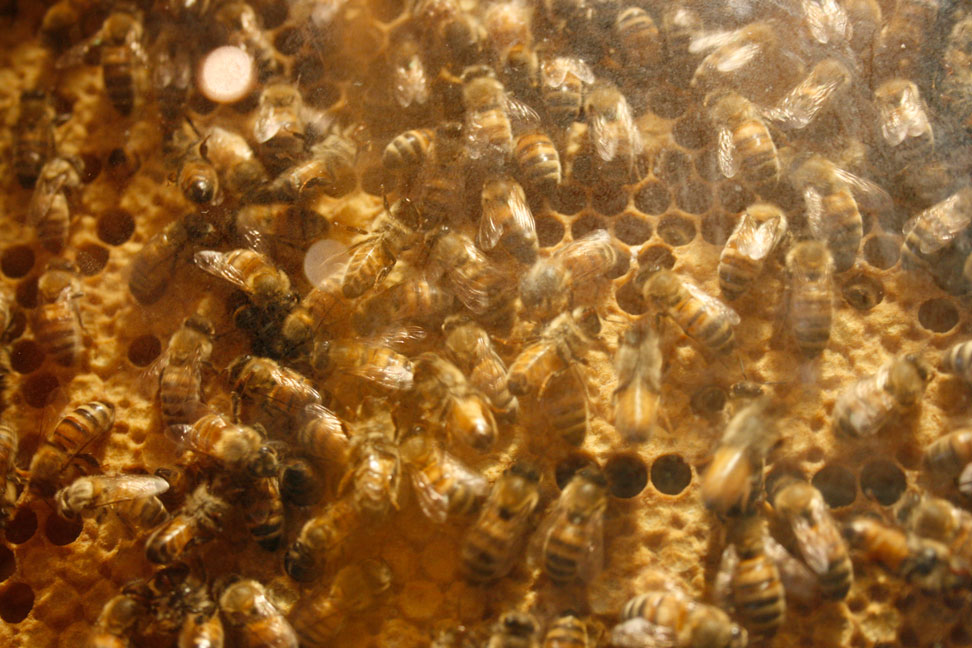
Api nell'insettario di Montreal

## Fasi di formazione dell'insettario
Fondamentalmente la formazione di un insettario inizia con la raccolta sul campo dei campioni (insetti); ciò avviene direttamente in natura, attraverso collettori quali reti, trappole, ecc. Durante questa fase è importante notare i dati di acquisizione come la posizione esatta, la data e altre informazioni che possono aumentare il loro valore scientifico. 
Dopo la raccolta gli insetti vivi devono essere messi in contenitori dove saranno uccisi (in questi casi dovrebbe utilizzare veleni liquidi come acetone, etere, ammoniaca, ecc.) e confezionati con buste per farfalle e falene; gli insetti dal corpo molle devono essere conservati in sostanza liquida, come l'alcool, mentre gli insetti secchi possono presentare la difficoltà della rottura di alcune parti come piedi e antenne, in questo caso per la sua conservazione si dovrebbe utilizzare una camera umida in cui è reidratata per la movimentazione. 

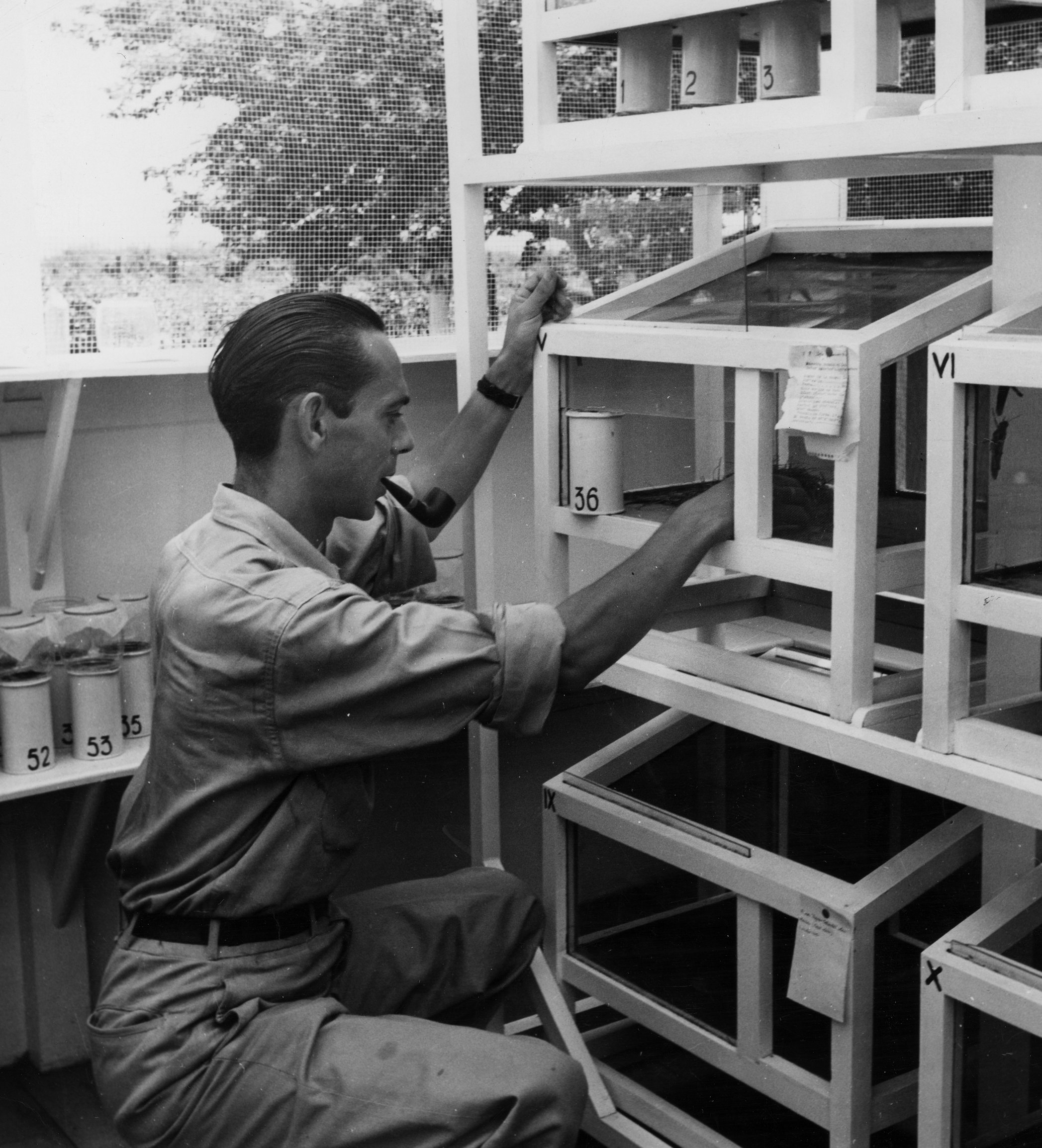
L'entomologo spagnolo Eugenio Morales Agacino

Una volta preparati per l'esposizione, gli insetti devono essere sistemati in contenitori completamente chiusi per prevenire la comparsa di agenti di putrefazione come funghi e batteri; Una scatola con il coperchio trasparente è l'ideale, all'interno della quale dovrebbero essere inseriti agenti antifungini come la naftalina.
Ogni specie deve essere etichettata, con informazioni in lettere molto leggibili, indicando i dati di base: nome comune, nome scientifico, autorità certificativa, luogo di cattura, ecc.